# Bundesautobahn 5
De Bundesautobahn 5 (kort BAB5, A5 of 5) is een Duitse autosnelweg die loopt vanaf het knooppunt Hattenbacher Dreieck via Frankfurt am Main, Darmstadt, Karlsruhe naar Bazel. De snelweg is 440 km lang. Tussen Karlsruhe en Bazel loopt de A5 langs de grens van het Zwarte Woud op korte afstand van de grens met Frankrijk. De A7 en de A5 maken onderdeel uit van de noord-zuidverbinding vanuit Scandinavië naar de Alpen en Zuid-Europa.
Het tracé ligt grotendeels langs het zuidelijke trajectdeel van de zogenoemde HaFraBa, een in de jaren 20 geplande snelweg van Hamburg via Frankfurt naar Bazel, die in de jaren 30 grotendeels als Reichsautobahn werd gebouwd. Met de invoering van het nummeringssysteem kreeg de snelweg in 1975 het huidige nummer A5.

## Verloop

### Hessen
De eerste 178 kilometer van de A5 loopt door Hessen. De weg begint bij de Hattenbacher Dreieck als vervolg van de A7 uit Kassel en loopt vervolgens richting het westen. Hierna is het tracéverloop door de doorkruising van het zuidelijke Knüllgebergte gekenmerkt door vele bochten en weinig aansluitingen, voordat na rond de 20 kilometer met Alsfeld de eerste grotere stad wordt bereikt. Tot in de omgeving van Gießen, waarbij de snelweg alleen nog door de noordelijke uitloper van de Vogelsberg gaat, zijn tussen de aansluitingen weer relatief grote afstand. Bij het Reiskirchener Dreieck, waar de A480 naar de Gießener Ring afbuigt, maakt de snelweg een kleine knik en loopt vanaf dit punt hoofdzakelijk richting het zuiden. Het volgende knooppunt is Gambacher Kreuz met de A45, de Sauerlandlinie, waarbij de ontbrekende relatie Dortmund - Kassel deels wordt opgevangen door de Gießener Ring.
Zuidelijk van het knooppunt wordt de Wetterau doorkruist, waarbij het tracé door het vlakke terrein lange rechtstanden kent. Bij Friedberg schampt de A5 voor korte tijd de oostelijke uitlopers van de Taunus, voordat de eerste noordelijke en westelijke voorsteden van Frankfurt am Main in beeld komen. In het stadsgebied volgen drie knooppunten achter elkaar: Bad Homburger Kreuz verbindt de A5 met de A661 als oostelijke randweg om Frankfurt richting Offenbach am Main. Bij het Nordwestkreuz Frankfurt wordt de A66 gekruist, welke een verbinding tussen Frankfurt en Wiesbaden vormt. Als laatste buigt bij Westkreuz Frankfurt de A648 af, welke een toevoersnelweg voor de binnenstad van Frankfurt evenals Messe Frankfurt is. Nadat de Main met de Europabrücke overbrugd is, komt de A5 na korte tijd aan bij de Flughafen Frankfurt am Main, een van de grootste luchthaven van Europa. Direct bij de luchthaven bevindt zich het knooppunt Frankfurter Kreuz, welke een verbinding is met de A3 tussen Keulen en Würzburg, een van de drukste knooppunten van Duitsland.
Na het verlaten van het grote bosgebied, Frankfurter Stadtwald zuidelijk van de Mainmetropool, wordt Darmstadt bereikt. De wetenschapsstad wordt westelijk gepasseerd, waarbij de A672 bij Dreieck Darmstadt een verbinding naar de binnenstad is. Nog geen kilometer ten zuiden daarvan wisselt de A5 bij Darmstädter Kreuz met de A67 van tracé (TOTSO), beide verlopen parallel de Rijn-Neckarregio in. De laatste kilometers in Hessen verloopt langs de Bergstraße, welke een overgang van de Boven-Rijnse Laagvlakte naar het Odenwald is. Zuidelijk van Heppenheim wordt aansluitend de grens van Hessen bereikt.

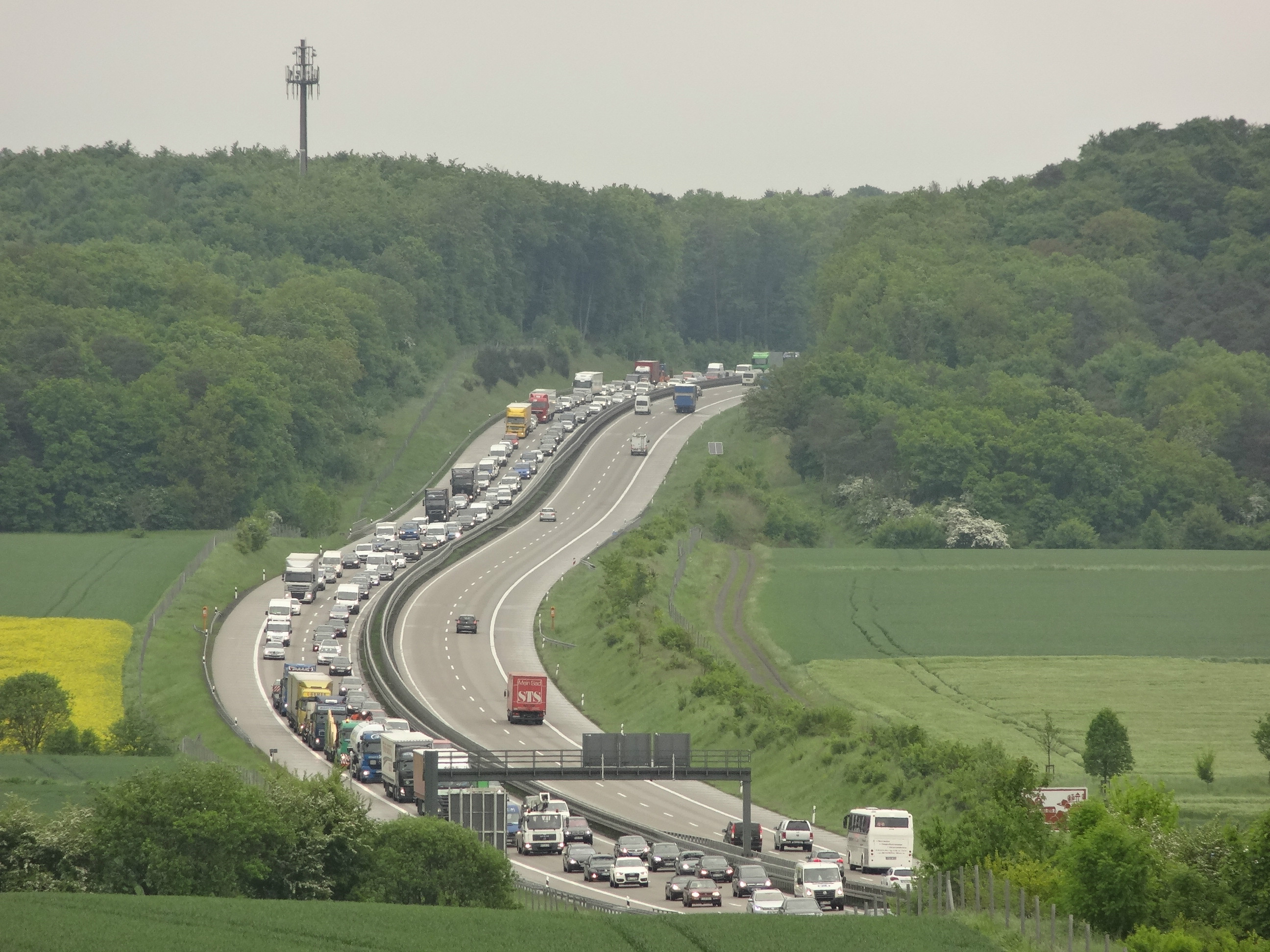
De A5 ten oosten van Gießen. (2013)
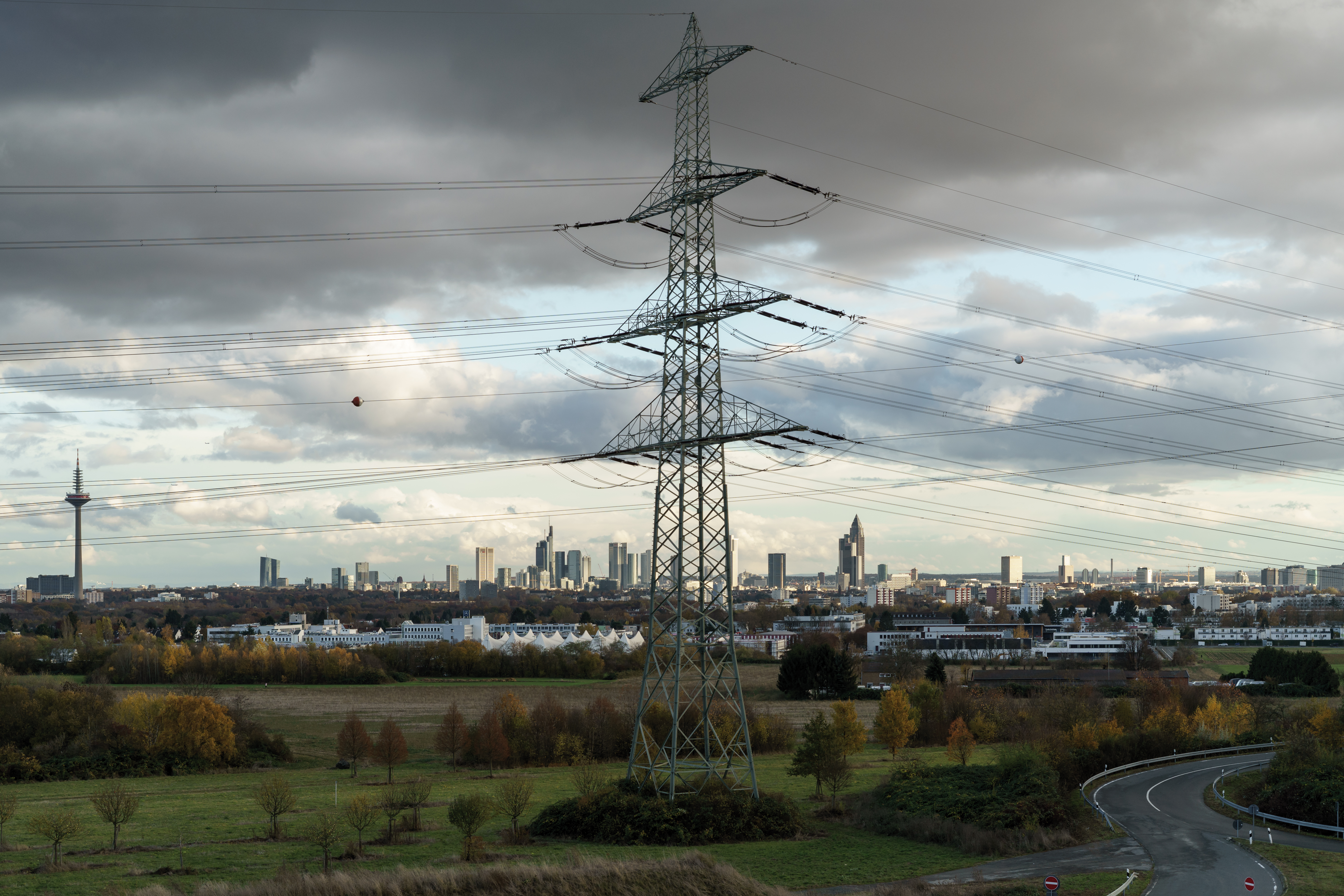
De Skyline van Frankfurt am Main gezien vanaf Raststätte Taunusblick. (2016)
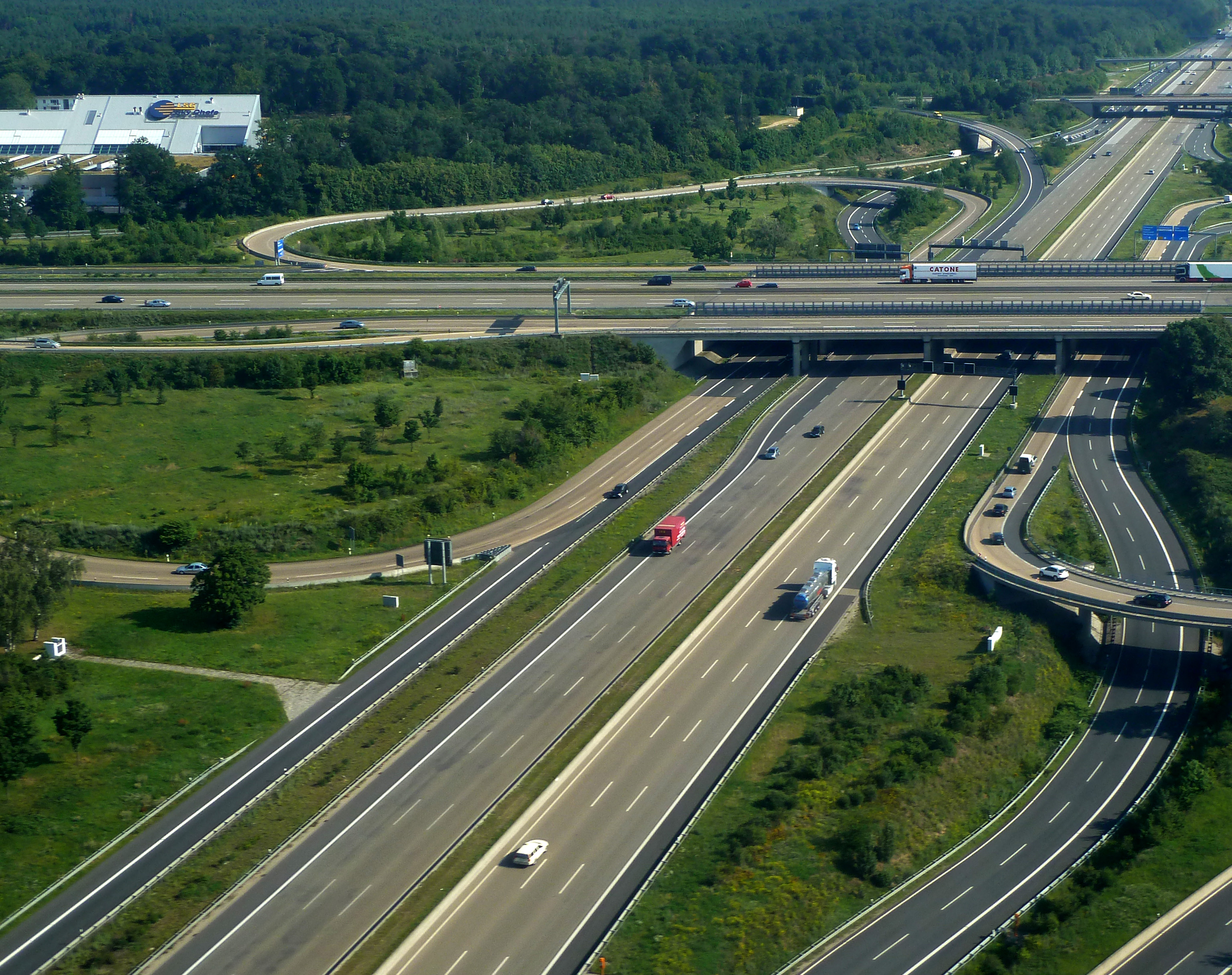
Het drukste knooppunt van Duitsland, het Frankfurter Kreuz (A3). (2011)
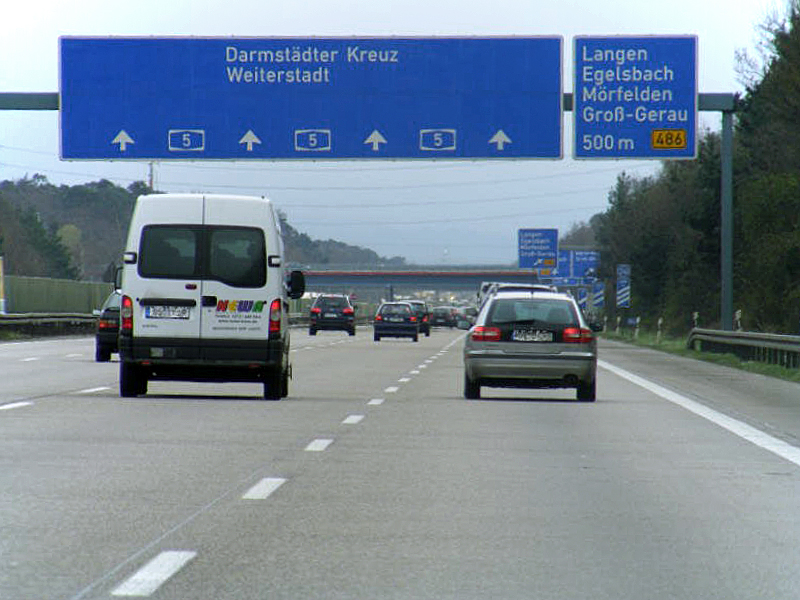
Het gedeelte met 2x4 rijstroken tussen Frankfurt en Darmstadt. (2008)

### Baden-Württemberg
Bij Laudenbach komt de snelweg Baden-Württemberg binnen, waar de overige 262 kilometer van de A5 bevindt. De metropoolregio Rijn-Neckar wordt ongeveer door het midden doorkruist. Bij Kreuz Weinheim bestaat de mogelijk om naar de A659 naar Mannheim te wisselen. Bij Dossenheim gaat de A5 over de Neckar, voordat bij Kreuz Heidelberg de A656 naar Mannheim respectievelijk Heidelberg afbuigt. Rond de 15 kilometer zuidelijk is bij Kreuz Walldorf een verbinding naar de A6, welke bij Viernheimer Dreieck van de A67 afbuigt en is voor de deels sterk overbelaste A5 een alternatieve route. Tot na Karlsruhe loopt het tracé nog aan de westelijke uitlopers van de Kraichgau langs. Het tracé bij Bruchsal kenmerkt zich door lange rechtstanden, weinig aansluitingen evenals grote bosgebieden, waaronder de Hardtwald en Lußhardt.
Het stadsgebied van Karlsruhe wordt ten oosten gepasseerd, ter hoogte van het stadsdeel Durlach. Bovendien buigt bij Dreieck Karlsruhe de A8 in de richting van de deelstaathoofdstad Stuttgart en München af. Op de rond de 180 kilometer zuidelijk van Karlsruhe tot het einde bij de Zwitserse grens verloopt de snelweg grotendeels tussen de Vogezen in het westen en het Zwarte Woud in het oosten door de Boven-Rijnse Laagvlakte. In het verdere verloopt worden de steden Rastatt en Baden-Baden gepasseerd, voordat bij Appenweier en Offenburg de verbindingsweg naar het Elzasser Straatsburg gekruist wordt. De A5 nadert daarbij de Oberrhein tot ongeveer drie kilometer afstand (bij Lahr), voordat het ten oosten van de Kaiserstuhl met Freiburg im Breisgau de zuidelijke grote stad wordt aangedaan. De universiteitsstad wordt ten westen gepasseerd. Bij de aansluiting Hartheim/Heitersheim verloopt de A5 direct langs de Rijn respectievelijk de Franse grens. De nabijheid van de grens wordt ook daardoor direct merkbaar, omdat bij Dreieck Neuenburg de Franse A36 aangebonden worden, welke via Mulhouse naar Dijon en Lyon voert en als verbinding dient naar Zuid-Frankrijk en Spanje.
Op de laatste kilometers van de A5 buigt bij Dreieck Weil am Rhein de A98 naar Rheinfelden af, die een randweg om de agglomeratie van Bazel vormt. Drie kilometer zuidelijk van het knooppunt bevindt zich de gezamenlijke grenspost Weil am Rhein van de Duitse en Zwitserse douane. Deze ligt nog compleet op Duits grondgebied, pas ruim een kilometer zuidelijker wordt het eindpunt van de snelweg A5 bereikt. In Zwitserland gaat de weg verder als de tolplichtige snelweg Gotthard-Autobahn A2.

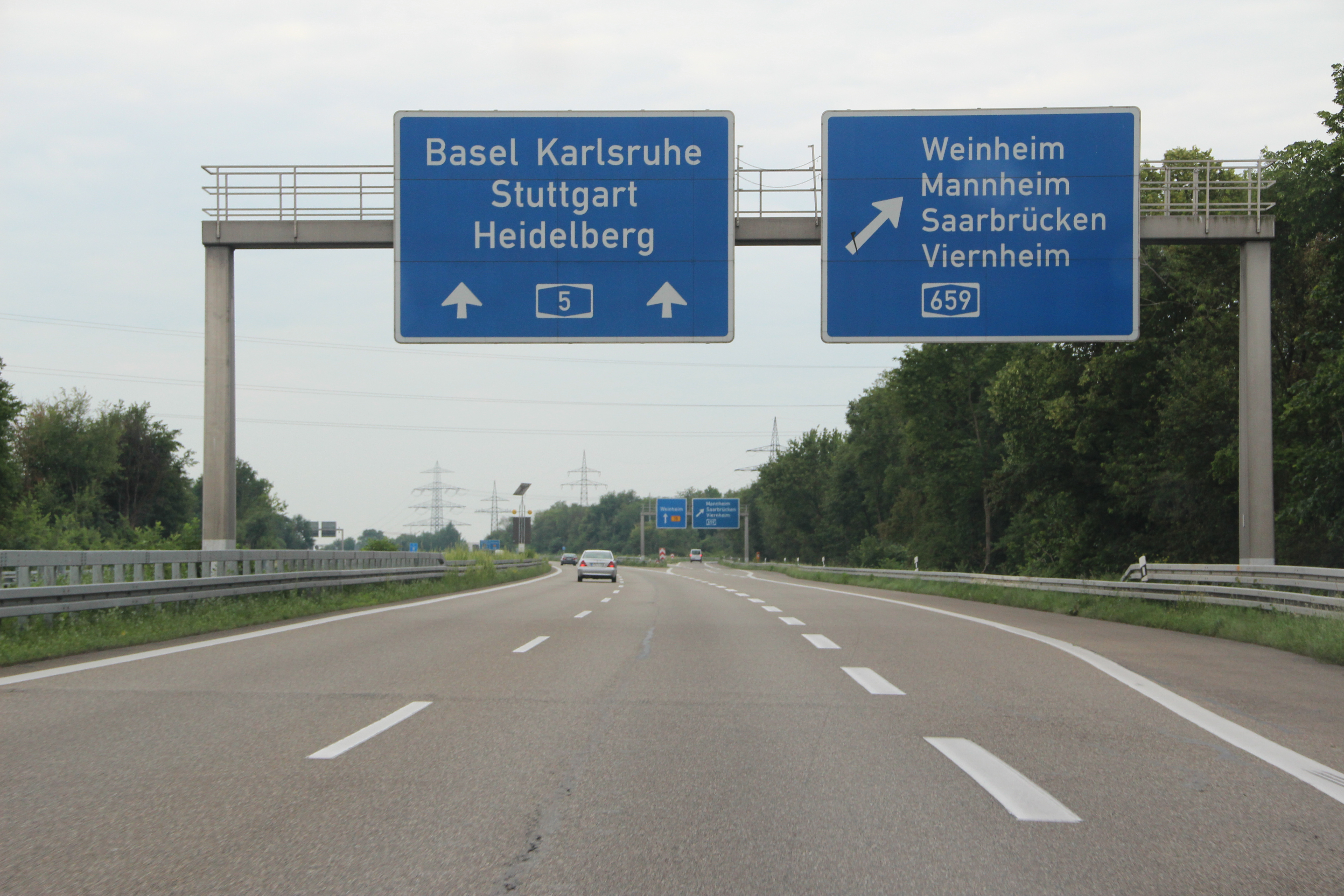
De A5 bij Kreuz Weinheim. (2014)
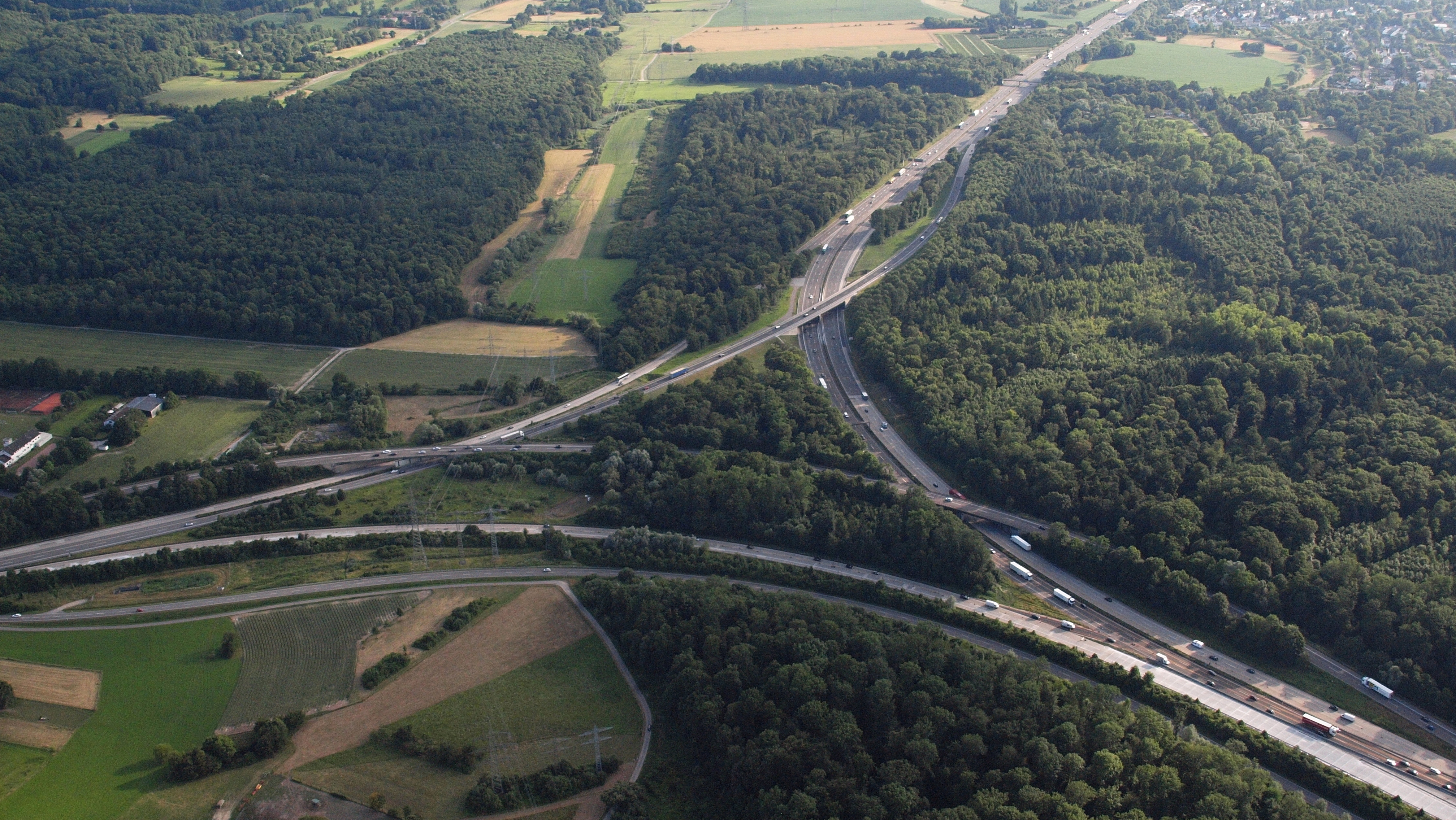
Dreieck Karlsruhe vanuit de lucht. De A5 verloopt van boven naar beneden. Naar links gaat de A8 richting Stuttgart. (2013)
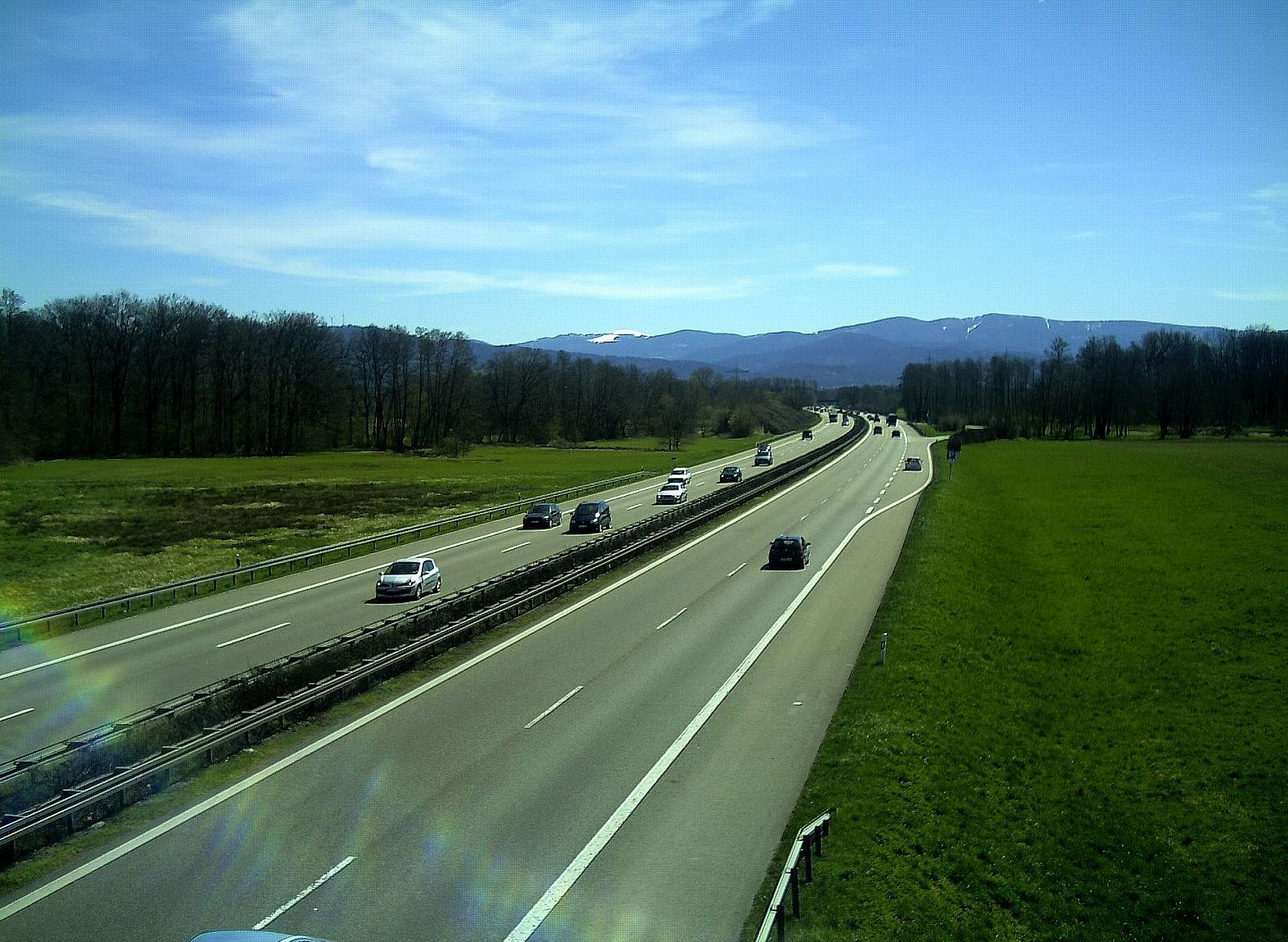
Blik op de Feldberg bij Teningen. (2013)
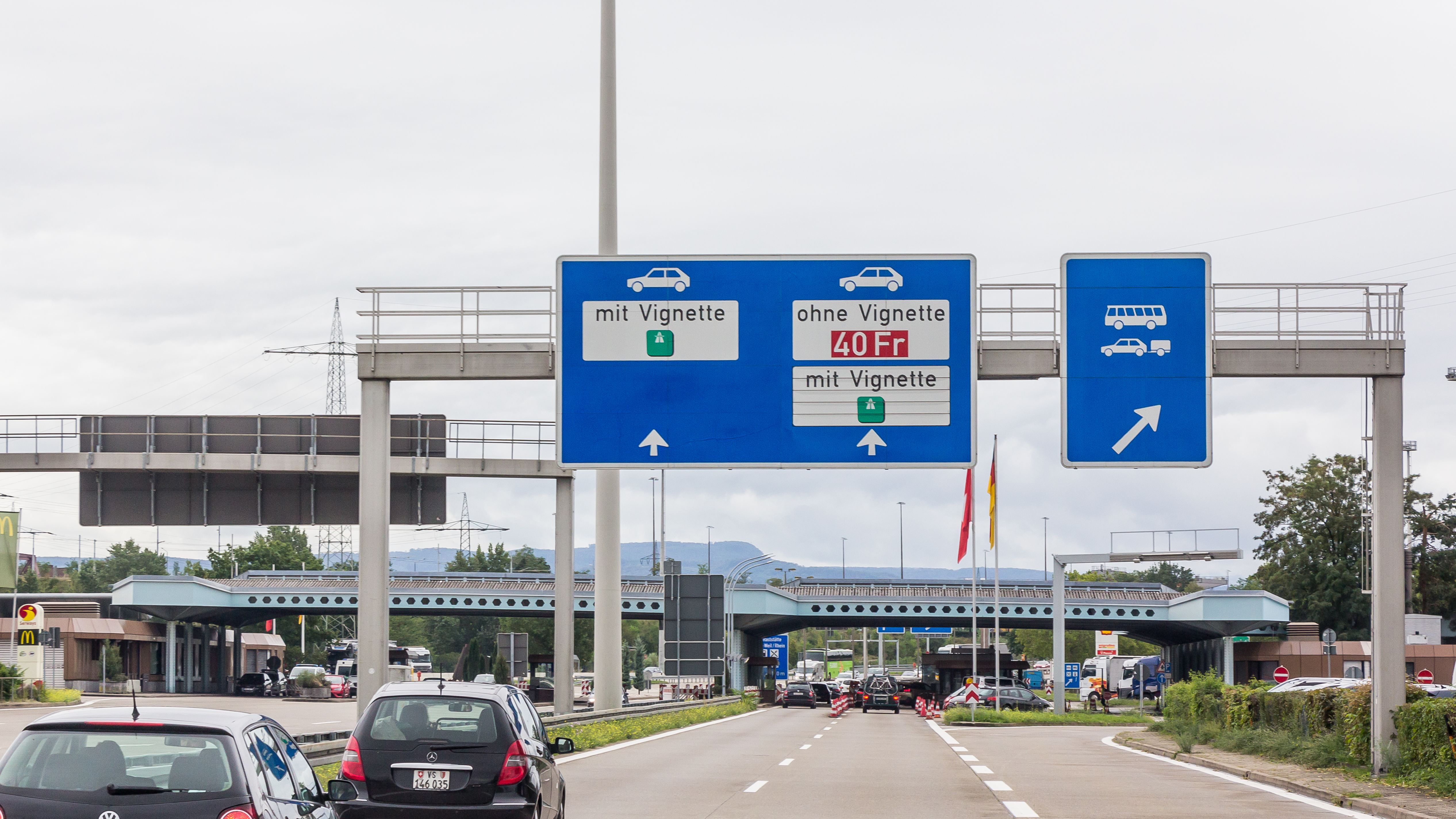
Grensovergang Weil am Rhein/Kleinhüningen (2019)

## Geschiedenis
Het begin van de A5 ligt al in de jaren 20, toen met het HaFraBa-project de eerste plannen voor een doorgaande noord-zuidverbinding van Hamburg via Frankfurt am Main naar Bazel ontwikkeld werd. De focus lag daarbij echter niet bij het gebruik door particulieren, omdat dit toen nog weinig voorkwam, maar meer op het vrachtverkeer en de Reichsbahn-snelbussen Frankfurt - Mannheim - Heidelberg. Deze reed het traject tussen Darmstadt en Frankfurt zesmaal dagelijks in beide richtingen.
Het oudste trajectdeel van de A5 is Frankfurt am Main - Darmstadt. De eerste schop in de grond volgde op 23 september 1933 door Adolf Hitler tijdens een feestelijk geënsceneerde propaganda-evenement, op 19 mei 1935 werd het deel geopend. Echter is het niet de oudste snelweg van Duitsland. De verbindingsweg van Keulen naar Bonn (tegenwoordig A555) werd al in 1932 voor het verkeer vrijgegeven, maar werd een jaar later onder het nationaalsocialisme tot provinciale weg (Landstraße) afgewaardeerd, om de mythe dat de nieuwe snelwegen als "Straßen Adolf Hitlers" door de nazi's als eigen prestatie zijn gebouwd, om als propaganda uit te buiten.
Oorspronkelijk was een snelweg als "HaFraBa" van Hamburg via Frankfurt naar Bazel als één tracé gepland. Door de nummering van de Duitse snelwegen werd het noordelijke deel vanaf Hattenbacher Dreieck deel van de A7, die van de Deense grens bij Flensburg tot de Oostenrijkse grens bij Füssen loopt. De tussen Darmstadt en Mannheim liggende traject daagt tegenwoordig de nummers A67, A6 en A656, de A5 verloopt via een parallelle route enkele kilometers ten oosten van het oorspronkelijke tracé. Het nieuwe tracé werd in de jaren 60 aangelegd.
Het trajectdeel Ettlingen - Bruchhausen werd in 1955, Bruchhausen - Baden-Baden in 1956 en Baden-Baden - Bühl in 1958 voor het verkeer vrijgegeven. In 1959 volgde het trajectdeel Bühl - Achern en Müllheim/Neuenburg-Märkt. In 1960 was het deel Achern - Offenburg gereed, gevolgd door het deel Offenburg - Riegel en Freiburg-Süd - Müllheim/Neuenburg in 1961. In 1962 werd de onderbreking tussen Riegel en Freiburg-Süd voltooid en in 1963 was het deel tussen Märkt en Weil am Rhein gereed. Het trajectdeel Weil am Rhein tot de Zwitserse grens werd op 14 juni 1980 geopend.
Met de bouw van de "Bergstraßenautobahn" Darmstadt - Heidelberg ontstond in 1968 tussen beide steden een tweede directe verbinding, welke sinds 1975 het nummer A5 draagt. Het oude tracé is tegenwoordig onderdeel van de snelwegen A67, A6 en A656. Door deze bouwmaatregel ontstond ook het trajectdeel van de A6 tussen Mannheimer en Walldorfer Kreuz.
De aansluiting Karlsruhe-Nord werd op 5 maart 2007 na meer dan drie jaar bouwtijd geopend. Het is onderdeel van het omstreden noordtangent van Karlsruhe, welke Hagsfeld met de B10 bij Grötzingen verbindt. De totale kosten voor dit tracé bedroegen rond de €11 miljoen.
Op 28 april 2008 kon na meer dan twee jaar bouwtijd de nieuwe aansluiting Rastatt-Süd voor het verkeer worden vrijgegeven. Het werd samen met de randweg om Sandweier in de B3 geopend, waarbij het hele project €11 miljoen kostten. Gelijktijdig werd de bestaande aansluiting Rastatt in Rastatt-Nord hernoemd.
Via Solutions Südwest, een consortium van de ondernemingen VINCI, Meridiam en Kirchhoff, kreeg op 10 februari 2009 van het Bondsverkeersministerie de opdracht de A5 tussen Malsch en Offenburg te renoveren en naar 2x3 rijstroken te verbreden. Dit was in kader van een publiek-private samenwerking waarbij het beheer voor een looptijd van 30 jaar werd overgedragen. Als vergoeding krijgt het consortium een deel van de vrachtwagentol.
Meer als een halve eeuw was de aansluiting Frankfurt-Niederrad onvolledig. Vanaf de straat Schwanheimer Ufer is het wel mogelijk om de snelweg in beide richtingen op te rijden, maar ontbreekt de afrit vanaf het noorden. De automobilisten uit het noorden moesten een omweg via het Frankfurter Kreuz voor de koop nemen om het belangrijke bedrijventerrein, het zogenaamde Bürostadt Niedderrad, te bereiken. Omdat direct ten noorden van de aansluiting de Europabrücke over de Main ligt, is het alleen tegen zeer hoge kosten mogelijk om de aansluiting volledig te maken. Als alternatief besloot men om de ontbrekende verbinding rond een kilometer zuidelijk aan de Straßburger Straße aan te leggen. Na bijna twee jaar bouwen kon de afrit op 8 juni 2013 voor het verkeer worden vrijgegeven. De kosten voor deze maatregel bedroegen rond de €6 miljoen, waarbij de Bond rond de 70% betaalde.

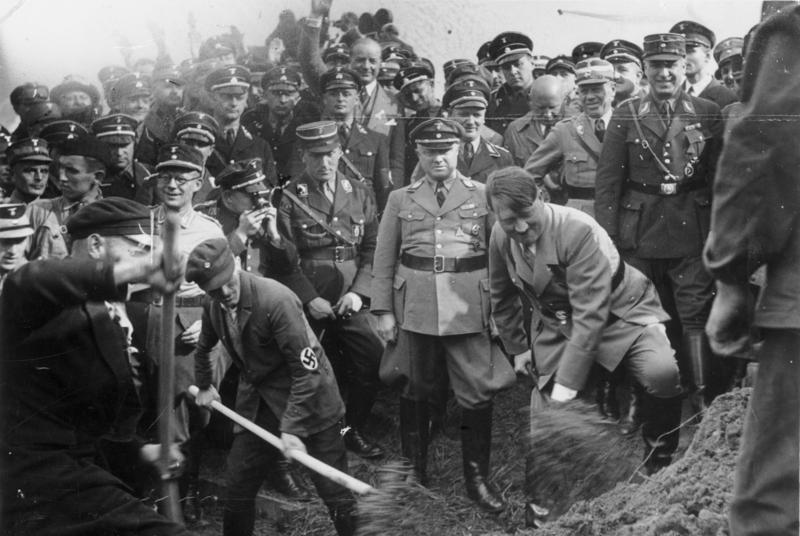
Adolf Hitler zet symbolisch de eerste schop in de grond van de A5 in 1933
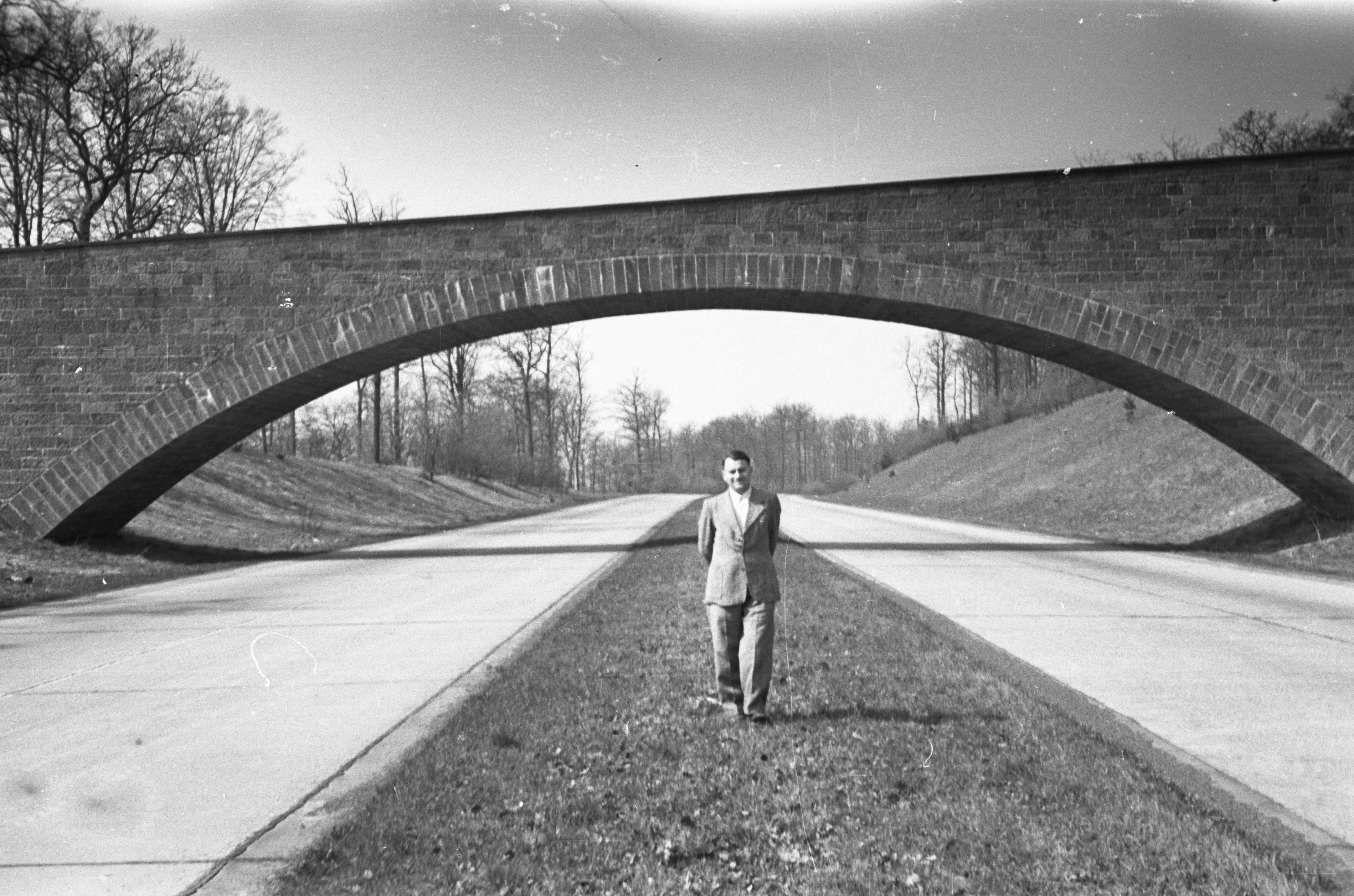
Snelwegbrug bij Alsfeld in 1949
Voorbeeld van een voorwegwijzer uit 1952
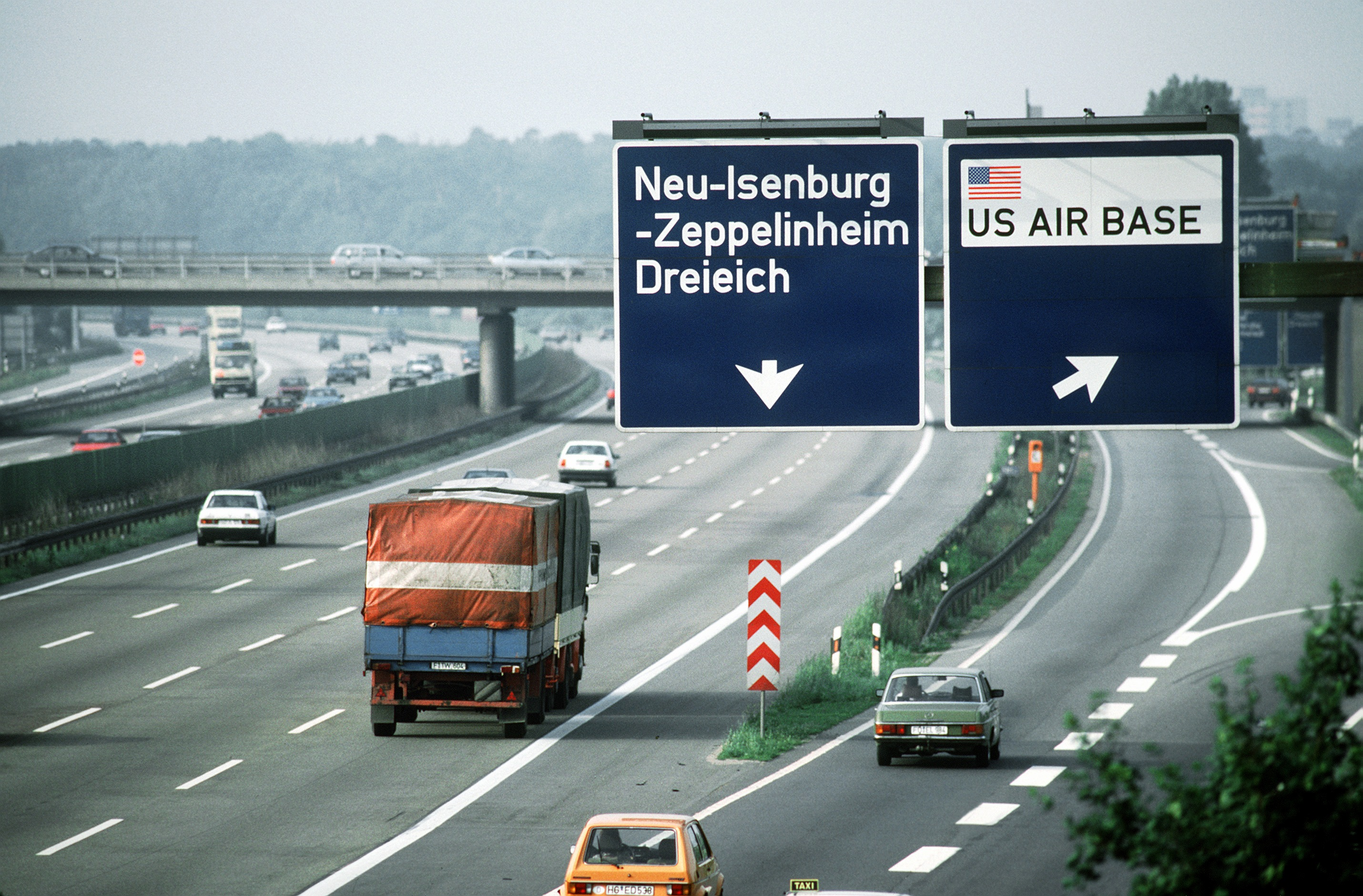
Afrit naar de Amerikaanse luchtmachtbasis Rhein-Main Air Base. (1988)

### Voormalige planning

Geplande tracé van de A5; blauw is gerealiseerd en oranje was het geplande tracé uit 1976.

Het traject van Hattenbacher Dreieck tot Reiskirchener Dreieck (bij Gießen) droeg tot de invoering van het nummeringssysteem in 1975 het nummer A48. Het westelijke en oostelijke deel van de A48 zou direct verbonden worden en de A5 zou een ander tracé krijgen. Deze plannen zagen voor de A5, tot 1974 in dit deel A100 genummerd, van Gießen via Marburg, Frankenberg, Korbach, Warburg, Lemgo, Löhne, Lübbecke, Sulingen en Bremen tot aan Nordenham te laten lopen. Bij Lemgo was een knooppunt met de geplande A35 voorzien. Deze plannen werden in 1985 geschrapt. Het enige gebouwde deel van de A5 ten noorden van Gießen is een kort stuk van de B61 bij Dreieck Löhne aan de A30. Hier heeft de B61 kenmerken van een snelweg en heeft ook de blauwe bewegwijzering die in Duitsland langs snelwegen te vinden is. Het korte stuk snelweg komt daarna uit op de A30.
Na het afblazen van de plannen om de A5 te verlengen en de nog twijfelachtige verlenging van de A48 werd in het nieuwe nummeringssysteem besloten dat het oostelijke deel van de A48 voortaan onder de A5 valt. Dit had geen invloed op de afritnummers, omdat deze pas in 1992 werden ingevoerd.

## Indeling

### Hattenbacher Dreieck - Gambacher Kreuz
Op het noordelijke deel tussen Hattenbacher Dreieck en Gambacher Kreuz heeft de snelweg grotendeels 2x2 rijstroken. Bij Rimberg, kort voor Hattenbacher Dreieck evenals tussen de aansluitingen Reiskirchen (9) en Homberg (Ohm) (6) in de richting van Kassel is een extra derde rijstrook aanwezig door de steile hellingen. Een bijzonderheid is hierbij dat de extra derde rijstrook op de Rimberg als klimstrook is aangewezen met afwijkende markering, vergelijkbaar met een uitvoegstrook.

### Gambacher Kreuz - Darmstädter Kreuz
Door de hoge verkeersintensiteiten in het Rijn-Maingebied beschikt het trajectdeel van Gambacher tot Darmstädter Kreuz doorgaand vaak meer dan 2 rijstroken per rijrichting. Tot het Nordwestkreuz Frankfurt heeft de snelweg 2x3 rijstroken, vanaf hier tot het Darmstädter Kreuz - met uitzondering van de hoofdrijbaan in het Frankfurter Kreuz - heeft de snelweg 2x4 rijstroken. Tevens bevindt zich tussen de aansluiting Friedberg (16) en Nordwestkreuz Frankfurt een spitsstrook, waardoor bij hoge verkeersintensiteiten hier vier rijstroken per richting beschikbaar zijn. Ook tussen Frankfurter Kreuz en de aansluiting Frankfurt-Niederrad (21) bevindt zich een spitsstrook richting het noorden, waardoor hier tijdens drukte vijf rijstroken aanwezig zijn.
Het ongeveer 20 kilometer lange trajectdeel van Frankfurter Kreuz tot Darmstädter Kreuz werd tussen 1972 tot 1978 door de steeds groeiende verkeersintensiteiten van de oorspronkelijke 2x2 rijstroken gelijk naar 2x4 rijstroken verbreed waardoor dit deel voor lange tijd zowel de langste als ook het enige snelwegdeel met 2x4 rijstroken was. Ondertussen zijn ook delen van de A3 bij Keulen en ten zuiden van Frankfurt, de A8 bij Stuttgart, de A9 bij München en een deel van de Berlijnse Ring (A10) voorzien van 2x4 rijstroken.

### Darmstädter Kreuz - Kreuz Walldorf
Achter het Darmstädter Kreuz, waar de snelweg van hoofdrijbaan wisselt, heeft de A5 weer 2x2 rijstroken. Tot de volgende aansluiting Darmstadt-Eberstadt (27) zijn spitsstroken aanwezig.

### Kreuz Walldorf - Dreieck Karlsruhe
Dit trajectdeel kenmerkt zich door hoge verkeersintensiteiten, de gemiddelde verkeersintensiteit lag hier op doorsnede tussen 2010 en 2015 boven de 100.000 motorvoertuigen per dag. Daardoor is de snelweg al voor lange tijd verbreed naar 2x3 rijstroken.

### Dreieck Karlsruhe - Zwitserse grens
Tot de aansluiting Offenburg (55) heeft de snelweg 2x3 rijstroken. Tussen Baden-Baden en Offenburg werd de snelweg tussen 2009 en 2014 naar 2x3 rijstroken verbreed. Vanaf hier tot de Zwitserse grens zijn weer 2x2 rijstroken beschikbaar. Op de laatste kilometers op Duits grondgebied tussen Dreieck Weil am Rhein tot de staatsgrens heeft de zuidelijke rijbaan een extra derde rijstrook, maar geen vluchtstrook. Deze rijstrook wordt tot de aansluiting Weil/Hüningen gebruikt om wachtende vrachtwagens voor de douaneafhandeling op te stellen.

## Bijzonderheden

### Kilometrering
De A5 begint bij Hattenbacher Dreieck niet bij 0, maar bij kilometer 372 en eindigt met kilometer 814 bij de Zwitserse grens. De oorspronkelijke kilometertelling begint bij Dreieck Potsdam aan de Berlijnse Ring. Vanaf hier wordt via de A9 tot Hermsdorfer Kreuz, daarna via de A4 tot Kirchheimer Dreieck en aansluitend via de A7 doorgeteld. Omdat het oorspronkelijke traject via Mannheim en Heidelberg verliep en tegenwoordig onderdeel is van andere snelwegen (A67, A6, A656) en de huidige A5 een stukje korter is dan de oude route, is bij de Hessische-/Baden-Württembergse grens een hectometersprong van 2 kilometer.

### Spitsstroken
Op in totaal drie trajectdelen van de A5 bevinden zich spitsstroken. De spitsstroken zijn vluchtstroken die tijdens drukte worden opengesteld als normale rijstrook. Het gaat daarbij om de volgende trajecten:
- Friedberg - Nordwestkreuz Frankfurt (beide richtingen);
- Frankfurter Kreuz - Frankfurt-Niederrad (alleen richting het noorden);
- Darmstädter Kreuz - Darmstadt-Eberstadt (beide richtingen).

De testfase met 52,5 kilometer snelweg op de A3 en de A5 begon in 2007. Op deze trajecten bevinden zich ter bewaking videocamera's. Een spitsstrook is op andere trajecten in planning (tussen Friedberg en verzorgingsplaats Wetterau en in noordelijke richting van Alsfeld-Ost tot Hattenbacher Dreieck) of worden haalbaarheidsonderzoeken naar gedaan (Darmstadt - Heidelberg, Wetterau - Gambacher Kreuz evenals noordelijk van Freiburg).

### Verkeersbelasting
Grote delen van de A5 verwerken dagelijks meer dan 100.000 motorvoertuigen per dag, hieronder hoort het trajectdeel Westkreuz Frankfurt - Frankfurt-Westhaven met 161.000 motorvoertuigen per dag als de drukste snelweg van Duitsland. In de vijfjarige tellingen uit 2010 was het trajectdeel Darmstadt-Eberstadt en Seeheim-Jugenheim met meer dan de 100.000 motorvoertuigen per dag de tweede drukste snelweg in Duitsland met 2x2 rijstroken. Het Frankfurter Kreuz is als sinds jaren het drukste verkeersknooppunt van Duitsland en een van de drukste van Europa.

### Snelweg en luchthaven
Zuidelijk van Frankfurter Kreuz gaat de A5 onder de aanvliegroute van de Flughafen Frankfurt am Main direct langs het begin van twee start- en landingsbanen. Eveneens zuidelijk van het knooppunt staat op het terrein van de voormalige Rhein-Main Air Base het monument ter herinnering aan de luchtbrug aan de westzijde van de snelweg.

### Bernd-Rosemeyer-Denkmal

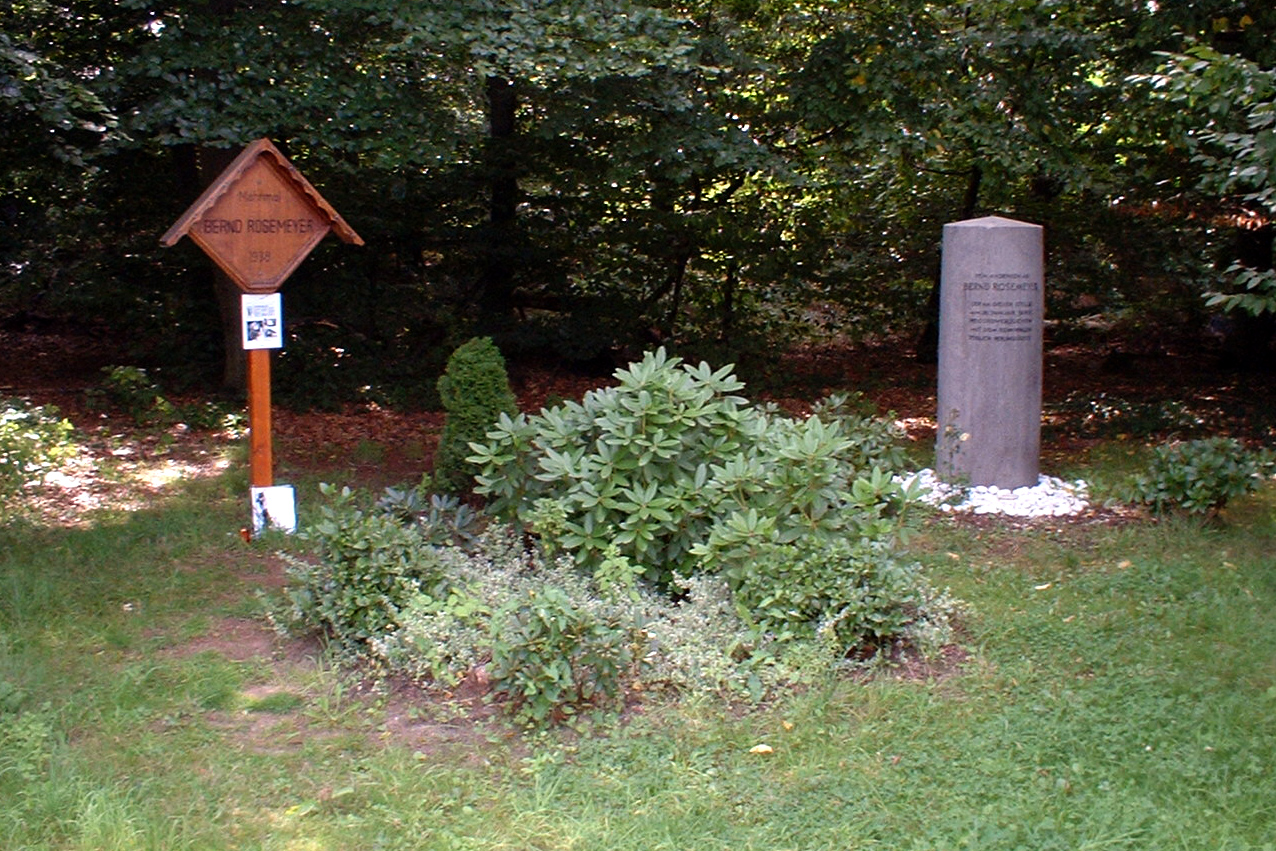
Bernd Rosemeyer-monument (2008)

Hoge-snelheidsproeven werden op de A5 ten zuiden van de huidige Frankfurter Kreuz in de jaren 30 doorgevoerd. Daarbij verongelukte op 28 januari 1938 de autocoureur Bernd Rosemeyer. De parkeerplaats na aansluiting Langen/Mörfelden (kilometer 508) werd naar hem genoemd en er werd een herdenksteen ("Bernd-Rosemeyer-Mahnmal") opgericht.

### Praatpaal
De meest gebruikte praatpaal van Duitsland stond in 2016 bij werkzaamheden tussen Langen en Weiterstadt in Hessen. Vanaf hier werden 263 noodoproepen gedaan.

### Bovenleiding
Tussen Langen en Weiterstadt is een deel van 5 kilometer geëlektrificeerd met bovenleiding. Elektrische vrachtwuto's kunnen sedert mei 2019 al rijdend hun accu;s opladen. De naam hiervan is Elisa, de afkorting van Elektrifizierter, innovativer Schwerlastverkehr auf der Autobahn.

### "Autobahnraser-Fall"
Tussen Karlsruhe en Bruchsal vond op 14 juni 2003 een zwaar ongeval plaats, dat landelijk bekendheid kreeg onder de naam "Autobahnraser-Fall" (Autoracerzaak). Op die ochtend verongelukte een 21-jarige moeder samen met haar 2-jarige dochter toen de auto van de weg raakte en tegen een aantal bomen knalde. Beide overleefden het ongeluk niet. Uit verklaringen van ooggetuigen bleek dat een donkerkleurige auto met zeer hoge snelheid aan kwam rijden. Mogelijkerwijs was de vrouw geschrokken door het plotseling verschijnen van de auto in de achteruitkijkspiegel en heeft een ruk aan het stuur gegeven om een ongeluk te voorkomen, waardoor de auto van de weg raakte. Ondanks het ontbreken van direct bewijs werd de bestuurder van de donkere auto in hoger beroep veroordeeld voor roekeloos rijden en doodslag tot een voorwaardelijke gevangenisstraf van 1 jaar, een boete van €12.000 en een rijontzegging van een jaar.

### Karlsruher knooppuntracé
Delen van de A5 en de A8 werd tussen 1946 en 1951 voor de Karlsruher knooppuntrace (Karlsruher Dreiecksrennen) gebruikt als racebaan, bij deze races deden onder anderen Karl Kling en Hans Stuck mee.

### Snelwegkerk

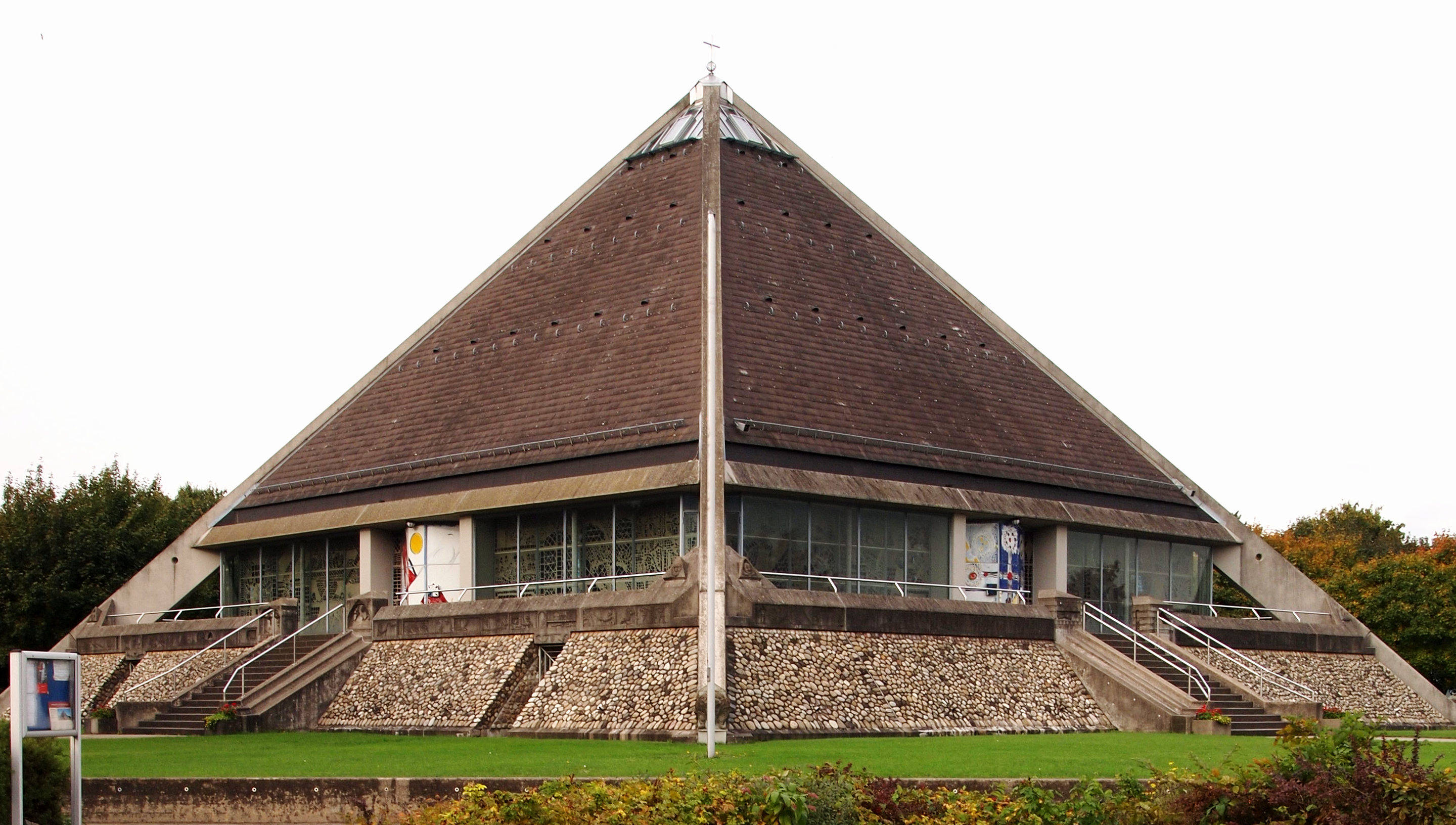
Snelwegkerk Baden-Baden. (2013)

Naast Rasthof Baden-Baden ligt de piramidevormige, in 1978 geopende snelwegkerk St. Christophorus Baden-Baden.

### Zwitserse verzorgingsplaats
Langs de A5 ligt in de rijrichting van Bazel de enige Zwitserse verzorgingsplaats die op buitenlands grondgebied gelegen is. Aangezien het verkeer op de betreffende locatie reeds de douane gepasseerd is, maar nog niet de feitelijke landsgrens, ligt de CH-Raststätte Basel-Weil/Rhein nog op Duits grondgebied. Het is de enige Zwitserse verzorgingsplaats waar langs de autosnelweg alcohol verkocht mag worden, omdat voor de verkoop de Duitse wetgeving toegepast moet worden. De verzorgingsplaats is eigendom van het Zwitserse Bundesamt für Strassen (ASTRA), betaald wordt er met de Zwitserse frank.

## Plannen/Bouw
De ombouw en aanpassingen van een aantal knooppunten is in het Bundesverkehrswegenplan 2030 (Duitse tegenhanger van het Nederlandse Meerjarenprogramma Infrastructuur, Ruimte en Transport; MIRT) met de hoogste prioriteit (Vordringlicher Bedarf - Engpassbeseitigung) opgenomen. Het betreffen de knooppunten Bad Homburger Kreuz, Nordwestkreuz Frankfurt, Westkreuz Frankfurt, Darmstädter Kreuz en Kreuz Walldorf.
Voor het noordelijkste deel van de A5 van Hattenbacher Dreieck tot Gambacher Kreuz was in het daarvoor geldende Bundesverkehrswegeplan 2003 nog een verbreding naar 2x3 rijstroken over de gehele lengte voorzien, wel met een lage prioriteit (Weiterer Bedarf). Voor het deel zuidelijk van het geplande knooppunt met de A49 bestond daarbij recht tot onderzoek naar de verbreding. In het nieuwe plan tot 2030 verviel de verbreding van het deel ten noorden van de gepland A49 volledig en tussen Reiskirchen en Gambacher Kreuz is het onderzoekrecht vervallen. In plaats daarvan werd het trajectdeel tussen Reiskirchen en Dreieck Ohmtal met de A49 met de hoogste prioriteit opgenomen.
Voor het trajectdeel tussen Gambacher Kreuz en Nordwestkreuz Frankfurt is in het Bundesverkehrswegeplan een verbreding naar 2x4 rijstroken voorzien. Noordelijk van de aansluiting Friedberg kreeg daarbij de laagste prioriteit met onderzoekrecht (Weiterer Bedarf mit Planungsrecht), zuidelijk van de aansluiting Friedberg kreeg de hoogste prioriteit. Het plan ziet voor dat 24 kunstwerken nieuw gebouwd worden, vier verbreed en drie zonder vervanging afgebroken worden. De verbreding zal naast verbetering van doorstroming ook de verkeersveiligheid op het traject verhogen. Bovendien zal, net als eerder gedaan, de vluchtstroken tijdelijk als rijstroken vrijgegeven worden. Als voorbereiding hierop zal de aansluiting Friedberg aangepast worden. Op de zuidelijke richting komt een rangeerbaan, naar Rosbach (richting noorden) wordt een nieuwe directe toerit gebouwd en de afrit vanuit Frankfurt naar Friedberg wordt verbreed naar twee rijstroken.
Doordat ook het al 2×4 rijstroken tellende gedeelte tussen Westkreuz Frankfurt en Frankfurter Kreuz tegen zijn capaciteitsgrenzen aanloopt, is dit traject evenals het noordelijke aansluitende gedeelte tot Nordwestkreuz een verbreding naar in totaal tien tot twaalf rijstroken gepland en in het Bundesverkehrswegeplan 2030 opgenomen met de hoogste prioriteit. Door de korte afstand tussen aansluitingen zal het lokale en het overige verkeer gescheiden van elkaar worden door een hoofdrijbaan met parallelrijbanen. Een probleem met dit plan is dat het door dicht bebouwd gebied van de stadsdelen Griesheim, Gallus en Goldstein loopt. De planningswerkzaamheden waren eind 2009 nog niet gestart. Echter is de onvolledige aansluiting Frankfurt-Niederrad, waarbij de afrit vanuit het noorden ontbrak, op 8 juli 2013 ook vanuit het noorden te gebruiken.  Hierbij ligt te afrit vanuit het noorden ongeveer 500 meter zuidelijker van de oorspronkelijke aansluiting omdat op de Europabrücke over de Main geen ruimte is voor een uitvoegstrook.
Tussen Darmstädter Kreuz en Kreuz Walldorf is een verbreding naar 2x3 rijstroken voorzien. Alleen het zuidelijke deel vanaf Kreuz Heidelberg heeft de hoogste prioriteit. De rest heeft een lage prioriteit. Daarnaast werd in het Bundesverkehrswegeplan 2030 ook de trajectdelen tussen Darmstädter Kreuz en Seeheim-Jugenheim evenals tussen Kreuz Heidelberg en Kreuz Walldorf opgenomen met de hoogste prioriteit. Het deel daartussen heeft de laagste prioriteit, maar wel met onderzoekrecht.
Het verdere verloopt van Kreuz Walldorf tot Dreieck Karlsruhe (in de oude Bundesverkehrswegeplan 2003 tot aansluiting Karlsruhe-Süd) zal van 2×3 naar 2×4 rijstroken worden verbreed. Deze verbreding heeft de laagste prioriteit (in de Bundesverkehrswegeplan 2030 ook met onderzoekrecht).
Eveneens een verbreding naar 2×3 rijstroken is tussen Offenburg en Bad Krozingen gepland en met de laagste prioriteit opgenomen - tussen Offenburg en Freiburg-Mitte bestaat daarbij ook het onderzoekrecht. De tot 2016 geldende Bundesverkehrswegeplan 2003 was deze verbreding tot de grensovergang Weil am Rhein gepland en het deel tussen de aansluitingen Teningen en Freiburg-Mitte had zelfs de hoogste prioriteit.
De bouw van een extra aansluiting Rastatt-Mitte bevond zich in het voorjaar van 2009 in het voorplanningsstadium. In 2012 presenteerde de regionale regering van Karlsruhe de inmiddels voorkeursvariant, namelijk de aansluiting Rastatt-Nord tot een klaverblad om te bouwen.